# Assara odontosema
Assara odontosema es una especie de insecto del género Assara de la familia Pyralidae del orden Lepidoptera.

## Historia
Fue descrita científicamente por primera vez por Alfred Jefferis Turner en 1913. 

## Distribución geográfica
Se encuentra en Australia.